# Marianne Vos
Marianne Vos (ur. 13 maja 1987 w ’s-Hertogenbosch) – holenderska kolarka szosowa, torowa i przełajowa, trzykrotna medalistka olimpijska, dwukrotna medalistka mistrzostw świata w kolarstwie torowym, wielokrotna medalistka mistrzostw świata w kolarstwie szosowym i kolarstwie przełajowym oraz pięciokrotna zdobywczyni Pucharu Świata w kolarstwie szosowym.

## Kariera
Pierwszy sukces w karierze Marianne Vos odniosła w 2004 roku, kiedy zdobyła złoty medal w wyścigu ze startu wspólnego podczas szosowych mistrzostw świata juniorów. W sezonie 2003/2004 była druga w klasyfikacji generalnej Pucharu Świata w kolarstwie przełajowym, przegrywając tylko z Niemką Hanką Kupfernagel. Już dwa lata później zdobyła złoty medal w kategorii elite podczas przełajowych mistrzostw świata w Zeddam oraz zwyciężyła w wyścigu ze startu wspólnego na szosowych mistrzostwach świata w Salzburgu. W sezonie 2007 zwyciężyła w klasyfikacji generalnej Pucharu Świata kobiet w kolarstwie szosowym oraz zajęła drugie miejsce w wyścigu ze startu wspólnego na mistrzostwach świata w Stuttgarcie. Kolejne cztery medale zdobyła w 2008 roku: srebrny na przełajowych mistrzostwach świata w Treviso, srebrny ze startu wspólnego na mistrzostwach świata w Varese, złoty w wyścigu punktowym na igrzyskach olimpijskich w Pekinie oraz kolejny złoty w tej samej konkurencji podczas torowych mistrzostw świata w Manchesterze. Dzięki temu została pierwszą w historii kolarką, która zdobyła złote medale na igrzyskach olimpijskich, a także na szosowych, torowych oraz przełajowych mistrzostwach świata. W sezonie 2008 była także trzecia w szosowym PŚ, ulegając jedynie Niemce Judith Arndt oraz swej rodaczce Suzanne de Goede.
W latach 2009–2013 każdego roku zdobywała przynajmniej dwa medale. W kolarstwie przełajowym zwyciężyła na pięciu kolejnych edycjach, równocześnie zdobywając medale w szosowym wyścigu ze startu wspólnego: srebrne na MŚ w Mendrisio (2009), MŚ w Geelong (2010) i MŚ w Kopenhadze (2011) oraz złote na MŚ w Valkenburgu (2012) i MŚ we Florencji (2013). Ponadto w 2012 roku była najlepsza w tej samej konkurencji podczas igrzysk olimpijskich w Londynie, a rok wcześniej zwyciężyła w scratchu na torowych mistrzostwach świata w Apeldoorn. W 2013 roku w barwach teamu Rabobank-Liv/giant zdobyła srebrny medal w drużynowej jeździe na czas. Ponadto w sezonach 2009, 2010, 2012 i 2013 ponownie zwyciężała w klasyfikacji generalnej szosowego PŚ, a w sezonie 2011 była druga. W przełajowym Pucharze Świata była druga w sezonach 2003/2004 (za Niemką Hanką Kupfernagel), 2009/2010 i 2011/2012 (za swą rodaczką Daphny van den Brand) oraz trzecia w sezonach 2010/2011 i 2013/2014.

## Najważniejsze osiągnięcia

### Kolarstwo przełajowe
2003
- 2. miejsce w mistrzostwach Europy w wyścigu przełajowym

2005
- 1. miejsce w mistrzostwach Europy w wyścigu przełajowym

2006
- 1. miejsce w mistrzostwach świata w wyścigu przełajowym
- 3. miejsce w mistrzostwach Europy w wyścigu przełajowym

2008
- 2. miejsce w mistrzostwach świata w wyścigu przełajowym

2009
- 1. miejsce w mistrzostwach świata w wyścigu przełajowym
- 1. miejsce w mistrzostwach Europy w wyścigu przełajowym

2010
- 1. miejsce w mistrzostwach świata w wyścigu przełajowym

2011
- 1. miejsce w mistrzostwach świata w wyścigu przełajowym

2012
- 1. miejsce w mistrzostwach świata w wyścigu przełajowym

2013
- 1. miejsce w mistrzostwach świata w wyścigu przełajowym

2014
- 1. miejsce w mistrzostwach świata w wyścigu przełajowym

2015
- 3. miejsce w mistrzostwach świata w wyścigu przełajowym

2017
- 2. miejsce w mistrzostwach świata w wyścigu przełajowym

2018
- 2. miejsce w mistrzostwach Europy w wyścigu przełajowym

2019
- 3. miejsce w mistrzostwach świata w wyścigu przełajowym

2022
- 1. miejsce w mistrzostwach świata w wyścigu przełajowym

### Kolarstwo szosowe
2005
- 1. miejsce w mistrzostwach świata juniorów w indywidualnym wyścigu szosowym

2006
- 1. miejsce w mistrzostwach świata w indywidualnym wyścigu szosowym
- 1. miejsce w mistrzostwach Europy w wyścigu szosowym do lat 23

2007
- 1. miejsce w mistrzostwach Europy w wyścigu szosowym do lat 23
- 1. miejsce w La Flèche Wallonne Féminine
- 2. miejsce w mistrzostwach świata w indywidualnym wyścigu szosowym

2008
- 1. miejsce w igrzyskach olimpijskich w wyścigu punktowym na torze
- 1. miejsce w mistrzostwach świata w wyścigu punktowym na torze
- 1. miejsce w La Flèche Wallonne Féminine
- 2. miejsce w mistrzostwach świata w indywidualnym wyścigu szosowym

2009
- 1. miejsce w Trofeo Alfredo Binda
- 1. miejsce w La Flèche Wallonne Féminine
- 1. miejsce w Open de Suède Vårgårda
- 2. miejsce w mistrzostwach świata w indywidualnym wyścigu szosowym
- 3. miejsce w mistrzostwach Europy w wyścigu szosowym do lat 23
- 3. miejsce w mistrzostwach Europy w jeździe indywidualnej na czas do lat 23

2010
- 1. miejsce w Trofeo Alfredo Binda
- 2. miejsce w mistrzostwach świata w indywidualnym wyścigu szosowym

2011
- 1. miejsce w mistrzostwach świata w scratchu na torze
- 1. miejsce w Ronde van Drenthe
- 1. miejsce w La Flèche Wallonne Féminine
- 1. miejsce w Gran Premio Ciudad de Valladolid
- 2. miejsce w mistrzostwach świata w indywidualnym wyścigu szosowym

2012
- 1. miejsce w mistrzostwach świata w indywidualnym wyścigu szosowym
- 1. miejsce w igrzyskach olimpijskich (start wspólny)
- 1. miejsce w Ronde van Drenthe
- 1. miejsce w Trofeo Alfredo Binda-Comune di Cittiglio
- 1. miejsce w Grand Prix de Plouay

2013
- 1. miejsce w mistrzostwach świata w indywidualnym wyścigu szosowym
- 1. miejsce w Ronde van Drenthe
- 1. miejsce w Ronde van Vlaanderen voor Vrouwen
- 1. miejsce w La Flèche Wallonne Féminine
- 1. miejsce w Open de Suède Vårgårda
- 1. miejsce w Grand Prix de Plouay

2014
- 1. miejsce w Sparkassen Giro

2017
- 3. miejsce w Omloop van Borsele
- 1. miejsce w BeNe Ladies Tour
  - 1. miejsce na 2b. i 3. etapie
  - 1. miejsce w klasyfikacji punktowej
- 1. miejsce w mistrzostwach Europy (start wspólny)
- 2. miejsce w Open de Suède Vårgårda
- 1. miejsce w Ladies Tour of Norway
  - 1. miejsce w klasyfikacji punktowej
- 3. miejsce w Belgium Tour
  - 1. miejsce na 1. etapie
  - 1. miejsce w klasyfikacji punktowej

2018
- 3. miejsce w Trofeo Alfredo Binda-Comune di Cittiglio
- 3. miejsce w Brabantse Pijl
- 2. miejsce w The Women’s Tour
  - 1. miejsce w klasyfikacji punktowej
- 3. miejsce w mistrzostwach Holandii (start wspólny)
- 1. miejsce na 8. etapie Giro Rosa
- 1. miejsce w BeNe Ladies Tour
  - 1. miejsce na 1. etapie
- 2. miejsce w RideLondon Classique
- 2. miejsce w mistrzostwach Europy (start wspólny)
- 1. miejsce w Open de Suède Vårgårda
- 1. miejsce w Ladies Tour of Norway
  - 1. miejsce na 1., 2. i 3. etapie
  - 1. miejsce w klasyfikacji punktowej
- 2. miejsce w GP de Plouay

2019
- 1. miejsce w Trofeo Alfredo Binda-Comune di Cittiglio
- 3. miejsce w Amstel Gold Race
- 4. miejsce w La Flèche Wallonne Féminine
- 1. miejsce w Tour de Yorkshire
  - 1. miejsce na 2. etapie
- 1. miejsce na 2. etapie The Women’s Tour
- 2. miejsce w igrzyskach europejskich (start wspólny)
- 2. miejsce w mistrzostwach Holandii (start wspólny)
- 1. miejsce na 2., 3., 7. i 10. etapie Giro Rosa
- 1. miejsce w La Course by Le Tour de France
- 2. miejsce w Open de Suède Vårgårda
- 1. miejsce w Ladies Tour of Norway
  - 1. miejsce na 2., 3. i 4. etapie
- 1. miejsce w Tour Cycliste Féminin International de l'Ardèche
  - 1. miejsce na 1., 2., 3., 6. i 7. etapie
  - 1. miejsce w klasyfikacji punktowej
- 3. miejsce w Tour of Guangxi

2020
- 4. miejsce w mistrzostwach Holandii (start wspólny)
- 2. miejsce w La Course by Le Tour de France
- 1. miejsce na 3., 5. i 6. etapie Giro Rosa
  - 1. miejsce w klasyfikacji punktowej
- 4. miejsce w mistrzostwach świata (start wspólny)
- 4. miejsce w Liège-Bastogne-Liège Femmes

2021
- 3. miejsce w GP Oetingen
- 2. miejsce w Trofeo Alfredo Binda-Comune di Cittiglio
- 1. miejsce w Gandawa-Wevelgem
- 1. miejsce w Amstel Gold Race
- 3. miejsce w La Course by Le Tour de France
- 1. miejsce na 3. i 7. etapie Giro d’Italia Donne
- 5. miejsce w igrzyskach olimpijskich (start wspólny)
- 4. miejsce w Simac Ladies Tour
  - 1. miejsce w klasyfikacji punktowej
  - 1. miejsce na prologu, 4. i 5. etapie
- 2. miejsce w mistrzostwach świata (start wspólny)
- 2. miejsce w Paryż-Roubaix Femmes

2022
- 2. miejsce w Gandawa-Wevelgem
- 1. miejsce na 2. i 5. etapie Giro d’Italia Donne
- 1. miejsce na 2. i 6. etapie Tour de France Femmes
  - 1. miejsce w klasyfikacji punktowej
- 1. miejsce na 1., 2., 3. i 6. etapie Tour of Scandinavia

2023
- 3. miejsce w Dwars door Vlaanderen
- 1. miejsce na 1., 3. i 4. etapie La Vuelta Femenina
  - 1. miejsce w klasyfikacji punktowej
- 3. miejsce w mistrzostwach Holandii (start wspólny)

2024
- 1. miejsce w Omloop Het Nieuwsblad
- 1. miejsce w Dwars door Vlaanderen
- 1. miejsce w Amstel Gold Race Ladies
- 1. miejsce na 3. i 7. etapie La Vuelta Femenina
  - 1. miejsce w klasyfikacji punktowej
- 1. miejsce w Volta Ciclista a Catalunya
  - 1. miejsce na 2. etapie
- 2. miejsce w igrzyskach olimpijskich (start wspólny)
- 1. miejsce w klasyfikacji punktowej Tour de France Femmes

## Rankingi
| Rok            | 2006 | 2007 | 2008 | 2009 | 2010 | 2011 | 2012 | 2013 | 2014 | 2015 | 2016 | 2017 | 2018 | 2019 | 2020 | 2021 | 2022 | 2023 | 2024 |
| -------------- | ---- | ---- | ---- | ---- | ---- | ---- | ---- | ---- | ---- | ---- | ---- | ---- | ---- | ---- | ---- | ---- | ---- | ---- | ---- |
| Ranking UCI    | 2.   | 1.   | 1.   | 1.   | 1.   | 1.   | 1.   | 2.   | 1.   | 155. | 4.   | 3.   | 3.   | 2.   | 6.   | 3.   | 24.  | 52.  | 5.   |
| Puchar Świata  | 57.  | 1.   | 3.   | 1.   | 1.   | 2.   | 1.   | 1.   | 3.   | -    |      |      |      |      |      |      |      |      |      |
| UCI World Tour |      |      |      |      |      |      |      |      |      |      | 10.  | 11.  | 2.   | 1.   | 6.   | 4.   | 17.  | 43.  | 7.   |
|                |      |      |      |      |      |      |      |      |      |      |      |      |      |      |      |      |      |      |      |
| Źródło: UCI    |      |      |      |      |      |      |      |      |      |      |      |      |      |      |      |      |      |      |      |